# جون ثيافليس ديسجلوريس
جون ثيافليس ديسجلوريس (بالفرنسية: John Theophilus Desaguliers)‏‏ (12 مارس 1683 - 29 فبراير 1744) فيلسوف طبيعي بريطاني، ولد في فرنسا، قس، مهندس، ماسوني، تم إنتاخبة كعضوا في الجمعية الملكية في عام 1714 كمساعد تجريبي لإسحاق نيوتن. درس في جامعة أكسفورد وكان له دور كبير في نشر أفكار نيوتن عن طريق إلقاءه العديد من المحاضرات. كان جيمس بريدجس من أهم رعاه ديساجوليرس، الدوق الأول من كندس.
ساهم لديساجوليرس كماسوني في إنجاح اللودج الكبرى الأول (Grand Lodge) في لندن في بدايات 1720 وشارك حتى اللودج الثالث.

## السيرة الذاتية

### الحياة الأولى والتعليم

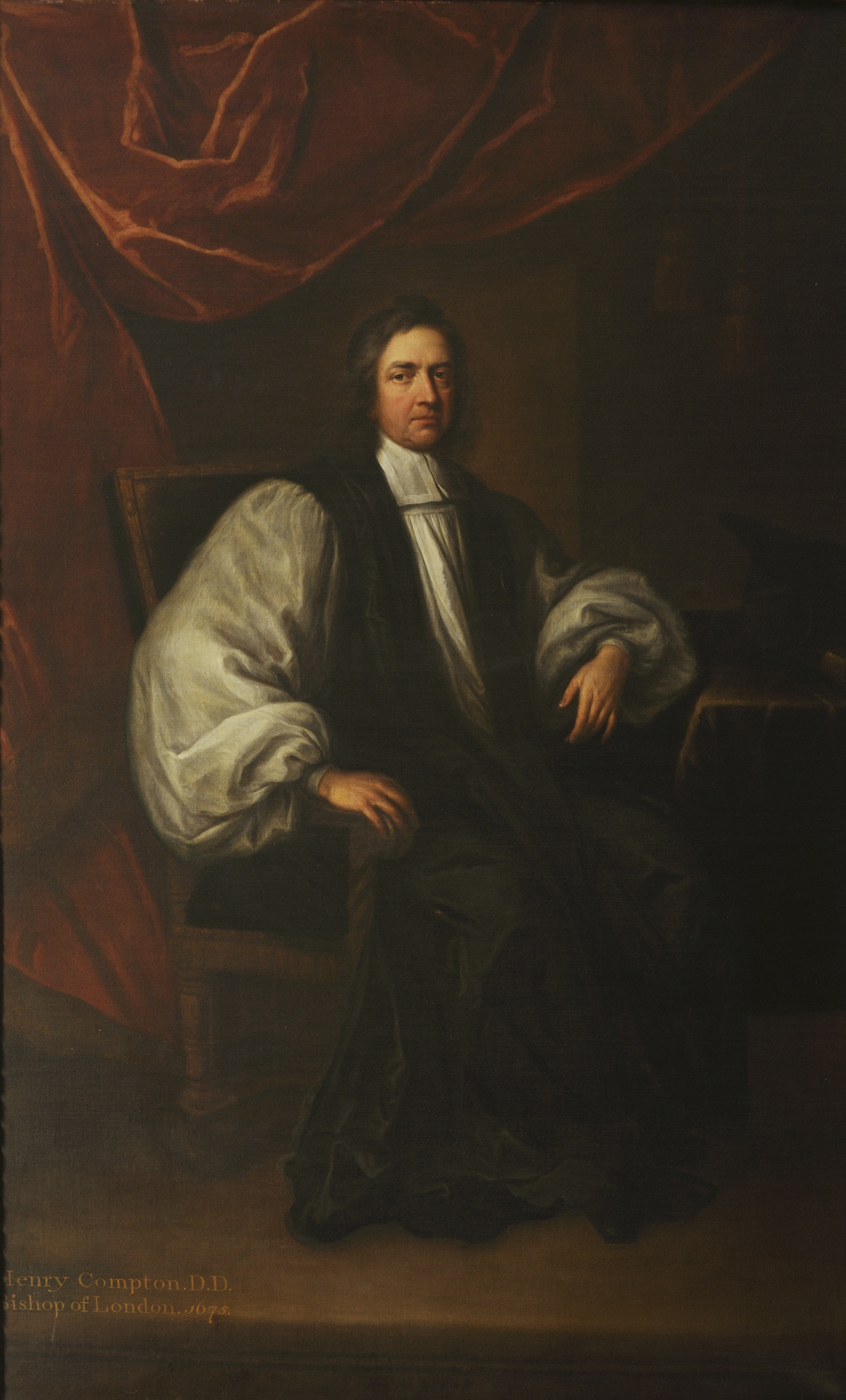
رئيس أساقفة لندن هنري كومبتون، عام 1675.

ولد ديساجوليرس في لا روشيل، بعد أشهر قليلة من نفي والده القس البروتستانتي جان ديساجوليرس كهاجينوت من الحكومة الفرنسية. تم تعميد والده جان ديساجوليرس كإنجيلي من رئيس أساقفة لندن هنري كومبتون، ثم إرساله إلى غيرنسي. في ذلك الوقت، تم تعميد الطفل في معبد بروتستانتي في لا روشيل. لم يستمر الوضع كثيرا فمع مرور الوقت استطاع هو ووالدته الهرب والانضمام إلى والده في غيرنسي.

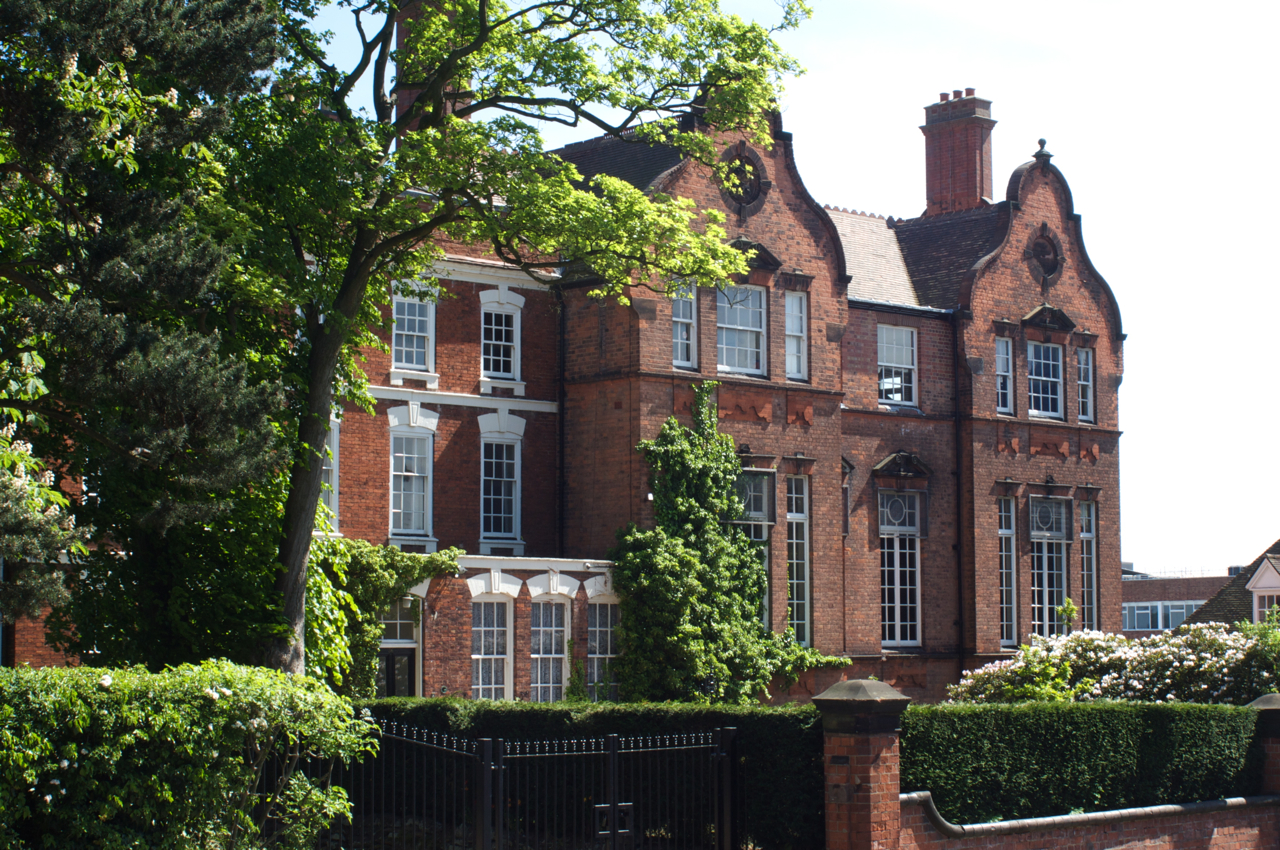
مدرسة بيشوب فيسي في ساتون، كولدفيل، برمنغهام

في عام 1694 انتقلت العائلة إلى لندن، والتي انشئ فيها والده مدرسة فرنسية في ايسلينجتون. توفى والده في عام 1699. ابنه جون ثيوفيلوس درس في مدرسة بيشوب فيسي في ساتون، كولدفيلد، برمنغهام. واستمر بها حتى عام 1705 عندما دخل كنيسة المسيح، أكسفورد، ليتخرج بدرجة البكالوريس في عام 1709.
اهتم جون ثيوفيلوس بحضور محاضرات جون كيل، المعروف باستخدامه أساليب مبتكرة في شرح المفاهيم الصعبة في فلسفة نيوتن. بدأ ديساجوليرس بالتدريس مع أستاذه جون كيل في قاعة هارت، كلية هرتفورد، أكسفورد.واستمر حتى بعد مغادرة كيل أكسفورد في عام 1709. في عام 1712 حصل على درجة الماجستير. وحصل على درجة الدكتوراه الفخرية في القوانين المدنية في عام 1719. تم اعتماد درجة الدكتوراه من جامعة كامبريدج في 1726.
تم اعتماد ديساجوليرس كشماس في عام 1710، في قصر فولهام، وكاهن في عام 1717، في قصر إيلي في لندن.

### محاضر ومروج للفلسفة النيوتينية
في عام 1712 رجع ديساجوليرس إلى لندن، والقى محاضرات عن الفلسفة النيوتنية. لم يكن أول من يقوم بذلك بالطبع، ولكنه يعد من أفضل من شرحها بالإنجليزية، الفرنسية واللاتينية. أعطى ديساجوليرس أكثر من 140 محاضرة، 20 محاضرة عن الميكانيكا، ميكانيكا الموائع، علم خواص الغازات، البصريات وعلم الفلك. دائما ما كانت محاضراته متجدده، كما نشر العديد من الأبحاث للعامه. عنل ديساجوليرس على محاوله اثبات نظريتة عن النظام الشمسي. في عام 1717 ألقي ديساجوليرس محاضرة باللغة الفرنسية في محكمة هامبتون أمام الملك جورج الأول وعائلته.

### الجمعية الملكية
في عام 1714، دعى أسحاق نيوتن رئيس الجمعية الملكية آنذاك ديساجوليرس ليحل محل الفرنسي فرانسيس هاكسبي (1660 – 1713) كمعيد له أحقية حضور الاجتماعات الأسبوعية، ثم نال بعد ذلك زمالة الجمعية الملكية. كان ديساجوليرس من أنصار أفكار نيوتن وحافظ على الطابع العلمي للاجتماعات عند تولي هانز سلون الرئاسة عقب وفاة نيوتن عام 1727.
ساهم ديساجوليرس في أكثر من 60 مقالة عن المعاملات الفلسفية للجمعية الملكية. لذلك تم تكريمه أكثر من مرة فنال وسام كوبلي في عام 1734، 1736 و1741. كانت آخر جائزة عن ملخص نشرة عن الظاهرة الكهربية. عمل هذا الملخص مع ستيفن غراي.
نشر ديساجوليرس أطروحته عن الكهرباء في عام 1742، صاغ فيها مفهومي الموصل والعازل، نال بها الميدالية الذهبية من أكاديمية بوردو للعلوم.

### دوق كندس

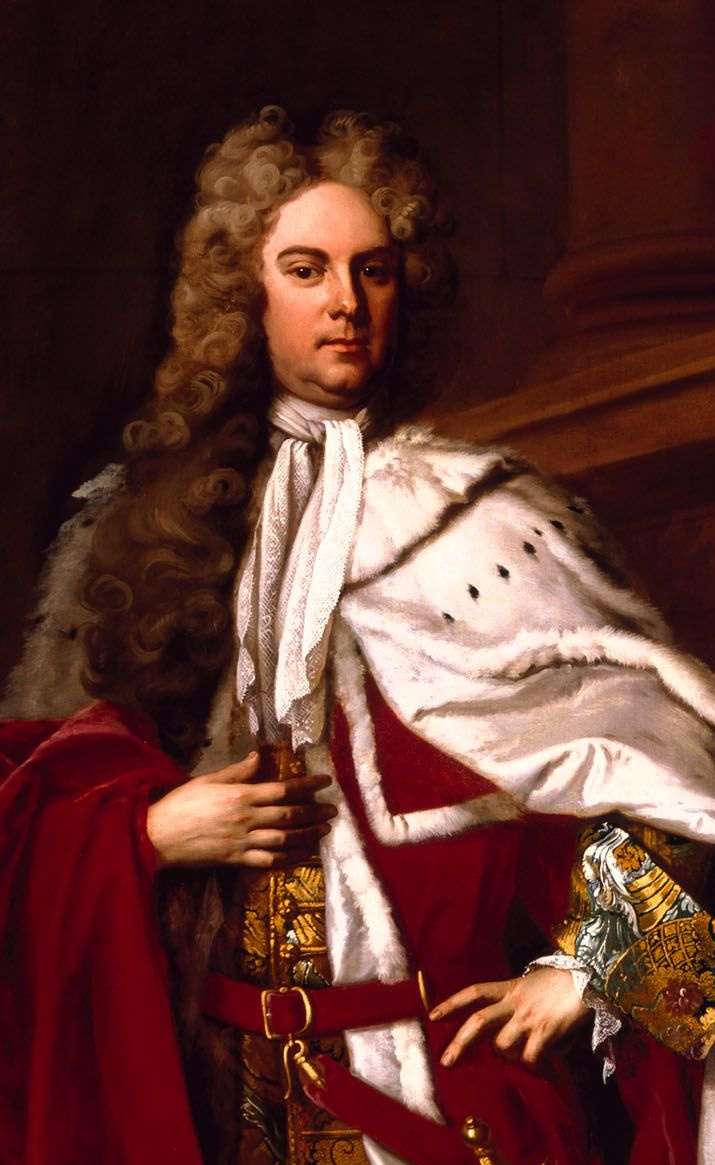
لوحة جيمس بريدجس، الدوق الأول لكندس

قام جيمس بريدجس، الدوق الأول لكندس، بتعيين ديساجوليرس كقسيس له في عام 1716، يمكن أن يرجع السبب إلى خبرته العلمية بالإضافة إلى واجباته الكنسيه.
لم تكن حياة ديساجوليرس بالشاقة فوهب العيش في كنيسة القديس لورانس، ليتل ستانمور، والتي كانت قريبة من قصر الدوق (كانون). تم إعادة بناء الكنيسة بأسلوب باروكي في عام 1715، استمر التجديد حوالي الخمس أعوام فتم الانتهاء من تجديد الكنيسة في عام 1720.
كانت الكنيسة هي موقع العروض الأولى لأناشيد الكندس لجورج فريدريك هاندل الذي كان في عامي 1717، 1718 مثل ديساجوليرس عضوا من جامعة الدوق المرافقة له.
كان ديساجوليرس ناصحا للدوق في العديد من المشاريع، ويبدو أنه كان يهرب من واجباته باهتماماته الأخرى. وبالرغم من ذلك لم يشتكي الدوق من أي أعمال للكنيسة غير مرة واحدة عندما كان هناك تأخير واضح في دفن الموتى الذي كان سببه الكاهن المسئول عن ذلك.

### الإهتمامات الهندسية

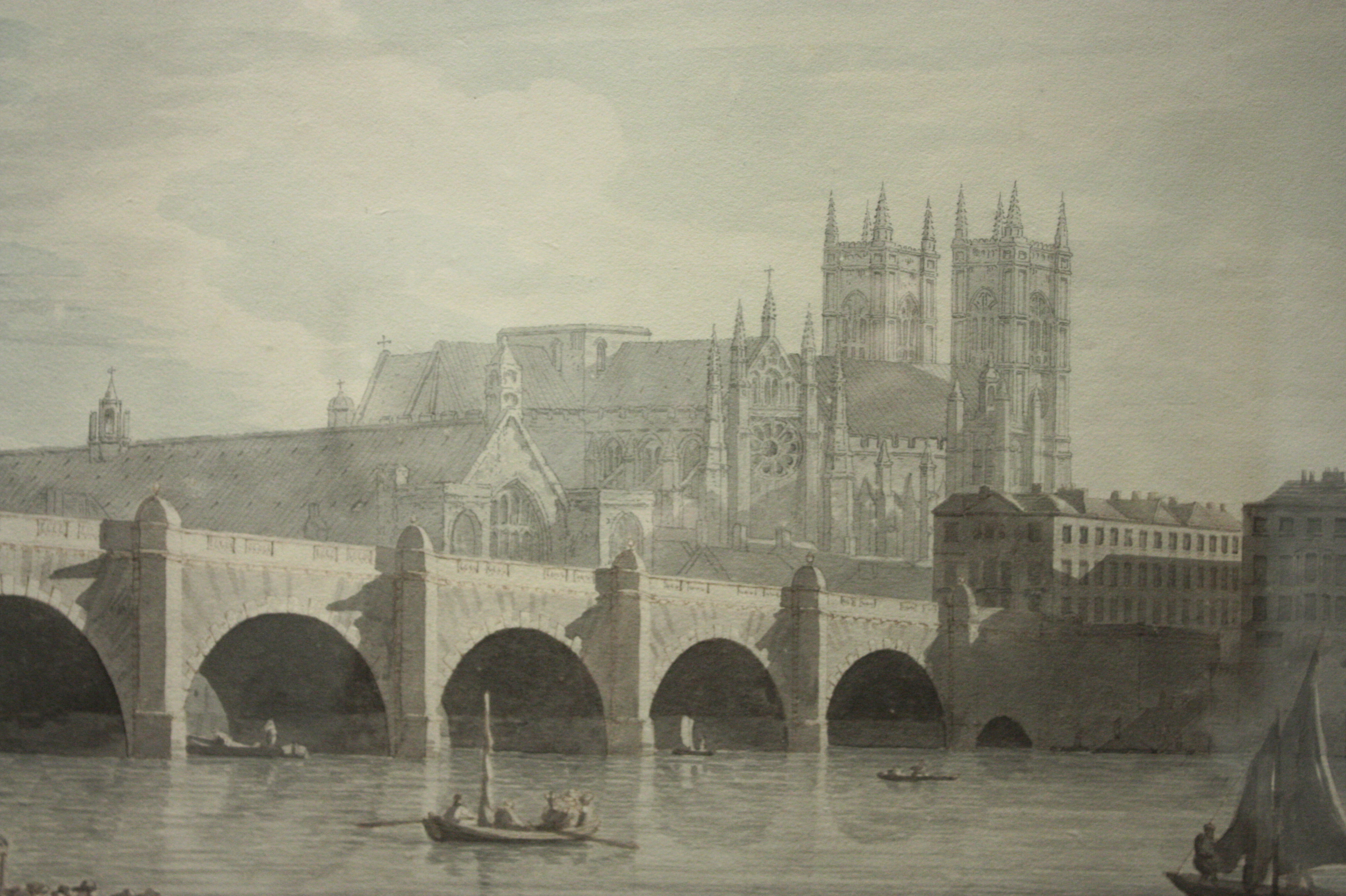
لوحة لجسر وستمنستر الأصلي

اهتم ديساجوليرس بتطبيق معرفته في العديد من المجالات، ففضلا عن اهتمامه بالمحركات البخارية وهندسة الري (في عام 1721 قام بحل مشكلة المياة في مدينة أدنبرة) قام بتطوير خبرته في مجال التهوية. كما صنع موقد أكثر كفاءة في مجلس اللوردات كما اخترع عجله لسحب وتجديد الهواء والتي استخدمت بكثرة لسنوات عديدة.
كان ديساجوليرس مستشارا برلمانيا للمجلس المعين لبناء جسر وستمنستر. في محاولة لبناء الجسر فوق نهر التايمز والذي اكتمل في عام 1750، أي بعد وفاته. أسفرت أعمال البناء عن هدم منزله في صف القناة.

### الماسونية

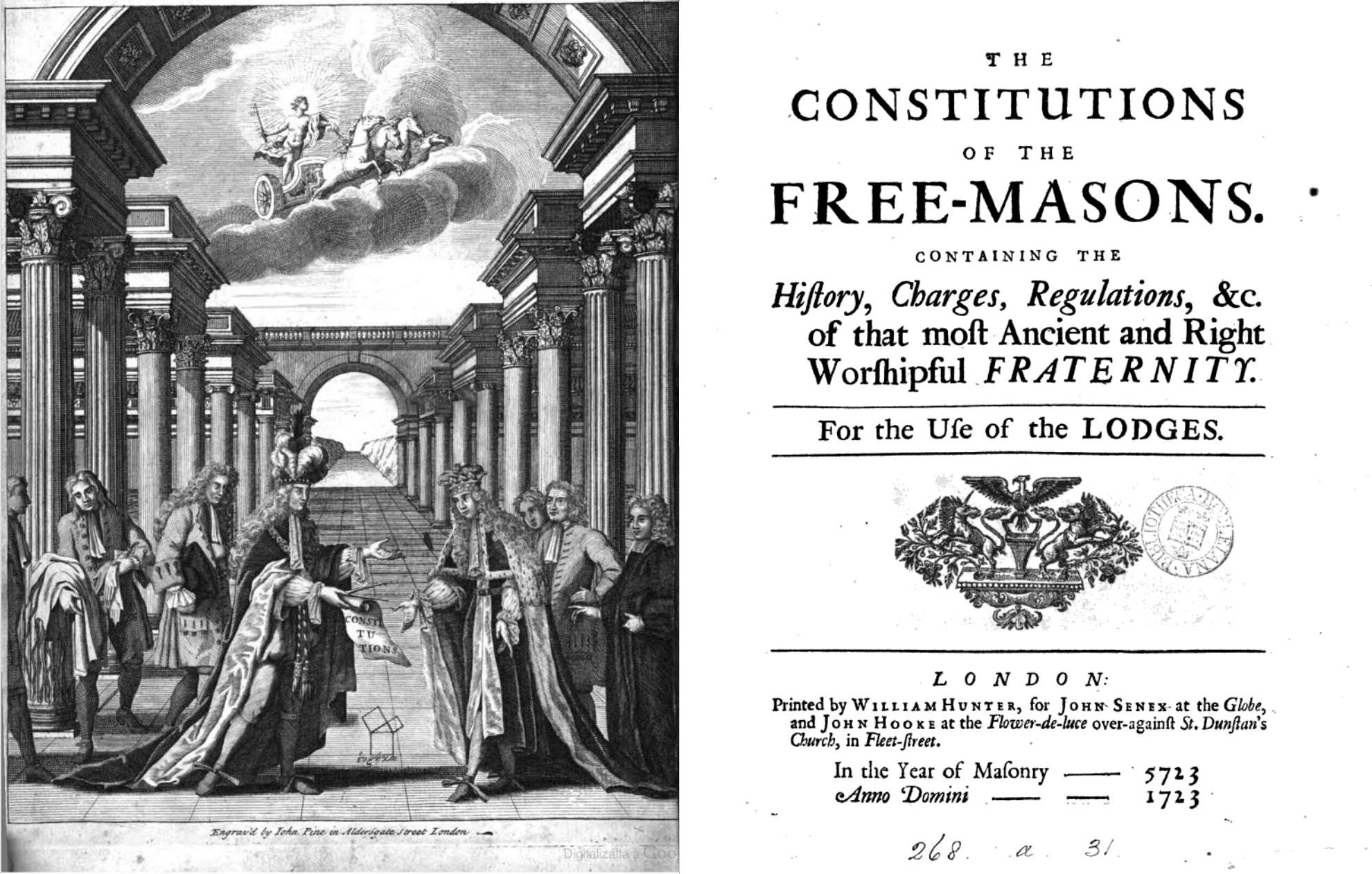
ساعد ديساجوليرس جيمس أندرسون في وضع القواعيد الأساسية للدساتير الماسونية التي نشرت عام 1723

كان ديساجوليرس عضوا في لودج الماسونية الرابع الذي كانت اجتماعاته في حانة الرومر والعنب، بالقرب من منزله في وستمنستر. وكان له دور كبير في اتحاد هذا اللودج مع ثلاث لودج آخرين لتشكيل اللودج الأكبر لإنجلترا. نمى اللودج الأكبر بسرعه كبيره مع انضمام العديد من اللودجات الأخرى. أصبح ديساجوليرس السيد العظيم الثالث في عام 1719 وترقى حتى أصبح نائبا للسيد العظيم.
ساعد ديساجوليرس جيمس أندرسون في وضع القواعيد الأساسية للدساتير الماسونية التي نشرت عام 1723، غير دورة في الجمعيات الخيرية الماسونية.

### العائلة
في أكتوبر 1712، تزوج جون ثيوفيلوس ديساجوليرس من جوانا بودسي، ابنه وليام وان بودسي من كيدلينغتون، بالقرب من أوكسفورد. عاش الزوجان طوال فترة زواجهما على القناة في وستمنستر حيث أعطى ديساجوليرس أغلب محاضراته. عندما أجبرا على المغادرة نتيجة بناء جسر وستمنستر انفصل الثنائي واتخذ جون ديساجوليرس منزلا في داقر القهوة بدفورد في كوفنت جاردن ونقل محاضراته إلى هناك. أنجب الثنائي أربع أولاد وثلاث بنات، ولكن طفلين فقط من تخطوا مرحلة الطفولة:
جون ثيوفيلوس الصغير (1718–1751) تخرج من جامعة أكسفورد، وأصبح قسا، ومات بدون أن ينجب أي أطفال، أما توماس (1721–1780) فقد اتخذ الحياة العسكرية فدخل المدفعية وترقى حتى وصل إلى رتبة جنرال. ثم المسئول عن إطلاق القذائف في الترسانة، ويعتبر أول موظف يتم الاستعانة به من الجيش الإنجليزي لتطبيق المبادئ العلمية على طلاقات المدافع وتحسين صلاحيتها، الأمر الذي رشحة لعضوية الجمعية الملكية. كما وكل إليه تصميم الألعاب النارية لأداء موسيقى هاندل الأول للألعاب الملكية في منتزة جرين بارك. وأصبح لاحقا من حاشية الملك جورج الثالث.

### الوفاة

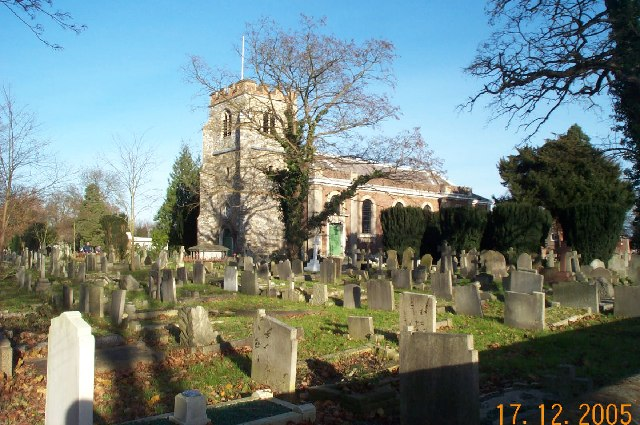
قبر جون ثيافليس ديسجلوريس بكنيسة سافوي في لندن

عان جون ثيوفيلوس ديساجوليرس كثيرا من مرض النقرس في كل شتاء، وتوفى في 29 فبراير 1744 بعد صراع مع المرض. بالرغم من انه لم يكن رجلا غنيا، إلا انه لم يمت فقيرا كما استشهد البعض من قصيدة الشاعريمس كاوثورن:
كم نأسف على وفاة ديساجوليرس
مات مسجونا، بدون صديق ينقذه
بدون غينيا (عمله بريطانية)، بدون قبر
هذه الأبيات تم أخذها من قصيدة طويلة بعنوان «زهو التمتع البشري» عام 1749، حاول فيها الشاعر إلقاء الضوء على معاناه العلماء من الناحية المادية وليس ديساجوليرس بشكل خاص.
مات ديساجوليرس في مقهى بيدفورد ودفن في 6 مارس 1744 في موقع مرموق داخل كنيسة سافوي في لندن. نعته الصحافة واصفة إياه بالعالم الشهم المعروف. ترك ديساجوليرس ارثة في وصيته لإبنه الأكبر الذي نظم نشر الطبعة الثانية من كتاب «منهج التجارب الفلسفية». فلم يمت ديساجوليرس فقيرا ووحيدا كما تقول القصيدة.

## اللوحات
هناك نقشين معروفين له للفنان بيتر بيلهام وجيمس توكي، اخذت الفكرة من صورة لديساجوليرس رسمها هانس هيسنج في عام 1725 تقريبا. غير لوحة له من الرسام سعدون من توماس فراي، كان موضوعها رجل عجوز في عام اللوحة، وللأسف فقدت هذه اللوحة أيضا. ولوحة من ايثين جاندر أغلب الظن أنها رسمت عام 1735 في زيارة ديساجوليرس الوحيدة إلى باريس.

## المنشورات
كتب ديساجوليرس العديد من المقالات عن المعاملات الفلسفية للجمعية الملكية، تم تجميعها ونشرت وبيع منها العديد من الطبعات، كما كتب ديساجوليرس من حين إلى حين. كما يرجع إليه الفضل في ترجمة بعض الأعمال التقنية من الفرنسية واللاتينية إلى الإنكليزية، وغالبا ما كان يضيف عليها رأيه الشخصي. تمت ترجمة كتابه «منهج الفلسفة التجريبية» إلى الهولندية والفرنسية.

### بعض أعماله
- التبشير، لندن عام 1717.
- النظام النيوتني في العالم، النموذج الأفضل للعالم (قصيدة)، وستمنستر عام 1728.
- منهج الفلسفة التجريبية، الطبعة الأولى (لندن عام 1734)، الطبعة الثانية (لندن عام 1744).
- اطروحه عن الكهرباء، لندن عام 1742.

### بعض الترجمات
- أوزانام، أطروحة التحصين (Ozanam, Jacques, A Treatise of Fortification)، أكسفورد عام 1711.
- أوزانام، أطروحة جنومونيكس (Ozanam, Jacques, A Treatise of Gnomonicks)، أكسفورد عام 1712.
- المعايير، طريقة جديدة لبناء المداخن، لندن، الطبعة الأولى عام 1715، الثانية عام 1736.
- حركة السوائل والموائع، لندن عام 1718.

## وصلات خارجية
- Masonic biography
- British Journal of Psychology
- "Desaguliers, John Theophilus (DSGS726JT)". A Cambridge Alumni Database. University of Cambridge.